# District de la Baie de l'Abondance Occidentale

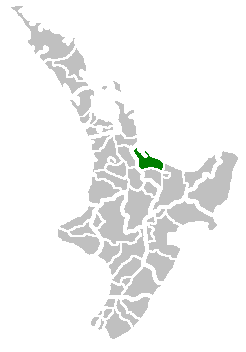
Localisation du district de Western Bay of Plenty sur une carte de l'île du Nord

Le district de la Baie de l'Abondance Occidentale ou en anglais Western Bay of Plenty district est situé dans la région de Baie de l'Abondance, dans l'île du Nord de la Nouvelle-Zélande. 
Le conseil du district est sis à Tauranga (lui-même non inclus dans le district). S'étendant sur 2 120,675 km2, il entoure la ville de Tauranga, mais inclut dans ses terres l' île Makatana , situé à l'entrée de la baie de Tauranga.
Le district fut créé à la suite de la réorganisation des gouvernements locaux de 1989 ; on fusionna les comtés de Tauranga et le borough de Te Puke pour créer le district de Western Bay of Plenty. Le district lui-même est divisé en quatre wards : Waihi Beach, Katikati,  Kaimai, Te Puke et Maketu.
Le recensement de 2006 en Nouvelle-Zélande y compta 42075 habitants, dont 16 % de Maori.